# Дора Вентер
До́ра Ве́нтер (англ. Dora Venter, наст. имя — Мели́нда Гал (венг. Gál Melinda)) — венгерская порноактриса. Родилась 1 октября 1976 в одной из деревень на севере Венгрии. В порнофильмах Дора дебютировала в 2000 году, снималась для Private и Marc Dorcel. В честь Доры студией Private был снят фильм «Личная жизнь Доры Вентер» (The Private Life of Dora Venter). Известна по своему участию в жёстких сценах анального (123 фильма), орального, группового секса, двойного проникновения (64 фильма). Всего — 178 фильмов (2012г).
Вне съёмок в фильмах Мелинда работает медсестрой в госпитале. Согласно данному ей в 2007 году интервью, о её съёмках в фильмах для взрослых известно только близким друзьям, но не пациентам.

## Награды
- 2004 Барселонский международный фестиваль эротического кино — лучшая актриса второго плана за фильм La Memoria de los peces[2]
- 2007 AVN Awards Best Sex Scene in a Foreign Shot Production (Meilleure scène de sexe dans une production filmée étrangère)[3].